# Reinas del Paraguay
Reinas del Paraguay es un concurso de belleza nacional en Paraguay. Se encarga de seleccionar a las representantes del país para los concursos Miss Universo, Miss Mundo, Miss Internacional y Miss Tierra.

## Historia
Entre 2004 y 2021, la entidad encargada de seleccionar a las representantes paraguayas para los concursos internacionales fue la empresa boliviana Promociones Gloria, que también organiza el Miss Bolivia.
El 10 de marzo de 2022, se anunció que Ariela Machado, Miss Universo Paraguay 2017, adquirió los derechos de Miss Universo Paraguay. El 25 de abril, Machado confirmó que compró la franquicia junto con su marido, Carsten Pfau, con la empresa Agri Terra S.A. El 7 de junio, el certamen fue lanzado con el nombre «Reinas del Paraguay» bajo la dirección de Ariela Machado y con Paolo Defelippe como productor general.
En 2023, el concurso envió una representante al Reina Hispanoamericana. A partir de 2024, otra organización es la encargada de seleccionar a la representante del país para el concurso.

## Ganadoras

### Reinas del Paraguay
| Año  | Miss Universo Paraguay | Miss Mundo Paraguay    | Miss Internacional Paraguay   | Miss Tierra Paraguay         | Ref.  |
| ---- | ---------------------- | ---------------------- | ----------------------------- | ---------------------------- | ----- |
| 2024 | Naomi Méndez           | —                      | —                             | —                            | [ 7 ] |
| 2023 | Elicena Andrada Orrego | Yanina Gómez Ojeda     | Jimena Sosa Martínez          | Gretha Estigarribia Matiauda | [ 8 ] |
| 2022 | Leah Duarte Ashmore    | Dahiana Benítez Gatzke | Jazmín de la Sierra Rodríguez | Macarena Tomas               | [ 9 ] |

### Reinas de Belleza del Paraguay (2004-2021)
Desde 2004 hasta 2021, la empresa boliviana Promociones Gloria seleccionó a las representantes paraguayas para competir en los concursos internacionales.
| Año  | Miss Universo Paraguay             | Miss Mundo Paraguay    | Miss Internacional Paraguay | Miss Tierra Paraguay                                       | Ref.   |
| ---- | ---------------------------------- | ---------------------- | --------------------------- | ---------------------------------------------------------- | ------ |
| 2021 | Nadia Ferreira                     | Bethania Borba         | Ariane Maciel               | Evelyn Andrade                                             |        |
| 2020 | Vanessa Castro                     | —                      | —                           | Natalhia Escobar Jiménez                                   |        |
| 2019 | Ketlin Lotterman                   | Araceli Bobadilla      | Elida Lezcano               | Jociani Repossi                                            | [ 16 ] |
| 2018 | Belén Alderete                     | Maquenna Gaiarín Díaz  | —                           | Larissa Domínguez Morel                                    | [ 17 ] |
| 2017 | Ariela Machado                     | Paola Oberladstatter   | Daisy Lezcano Rojas         | Valeria Ivasiuten                                          | [ 18 ] |
| 2016 | Andrea Melgarejo                   | Simone Freitag         | Tatiana Rolín               | Vanessa Ramírez                                            |        |
| 2015 | Laura Garcete (destituida)         | Giovanna Cordeiro      | Mónica Mariani              | Andrea Melgarejo                                           |        |
| 2015 | Myriam Arévalos (asumió el título) | Giovanna Cordeiro      | Mónica Mariani              | Andrea Melgarejo                                           |        |
| 2014 | Sally Jara                         | Myriam Arévalos        | Jéssica Servín              | Sendy Cáceres                                              | [ 22 ] |
| 2013 | Guadalupe González                 | Coral Ruíz Reyes       | María Marta Raviolo Vera    | Karen Duarte (renunció) Leticia Cáceres (asumió el título) | [ 24 ] |
| 2012 | Egni Eckert                        | Fiorella Migliore      | Nicole Huber                | Alexandra Fretes                                           | [ 25 ] |
| 2011 | Alba Riquelme                      | Nicole Huber           | Stephanía Stegman           | Alexandra Fretes                                           | [ 26 ] |
| 2010 | Yohana Benítez                     | Egni Eckert            | María José Paredes          | —                                                          | [ 27 ] |
| 2009 | Mareike Baumgarten                 | Tamara Sosa            | Romina Bogado               | —                                                          | [ 28 ] |
| 2008 | Giannina Rufinelli                 | Gabriela Rejala        | Marilé Barrios              | —                                                          | [ 29 ] |
| 2007 | María José Maldonado               | María de la Paz Vargas | Daiana Ferreira-Acosta      | —                                                          | [ 30 ] |
| 2006 | Lourdes Arévalos                   | —                      | —                           | —                                                          | [ 31 ] |
| 2005 | Karina Buttner                     | Emilce Gómez           | —                           | Tania Domanickzy                                           | [ 32 ] |
| 2004 | Yanina González                    | Tania Domanickzy       | —                           | Yanina González                                            |        |

## Representación internacional

### Miss Universo Paraguay
: Declarada como ganadora
     : Terminó como finalista
     : Terminó como una de las semifinalistas o cuartofinalistas
     : Terminó como ganadora de premios especiales
| Año                            | Departamento     | Miss Universo Paraguay               | Posición en Miss Universo | Premios especiales                         |
| ------------------------------ | ---------------- | ------------------------------------ | ------------------------- | ------------------------------------------ |
| 2024                           | Asunción         | Naomi Méndez                         | No clasificó              |                                            |
| 2023                           | Cordillera       | Elicena Andrada Orrego               | No clasificó              |                                            |
| 2022                           | Guairá           | Lía Aymara «Leah» Duarte Ashmore     | No clasificó              |                                            |
| Miss Universo Paraguay         |                  |                                      |                           |                                            |
| 2021                           | Guairá           | Nadia Tamara Ferreira                | Primera finalista         |                                            |
| 2020                           | Cordillera       | Vanessa Castro Guillén               | No clasificó              |                                            |
| Reinas de Belleza del Paraguay |                  |                                      |                           |                                            |
| 2019                           | Alto Paraná      | Ketlin Lottermann Bazzo              | No clasificó              |                                            |
| 2018                           | Cordillera       | María Belén Alderete Gayoso          | No clasificó              |                                            |
| 2017                           | Amambay          | Ariela Teresa Machado Peralta        | No clasificó              |                                            |
| Miss Universo Paraguay         |                  |                                      |                           |                                            |
| 2016                           | Guairá           | Lourdes Andrea Melgarejo González    | No clasificó              |                                            |
| Nuestra Belleza Paraguay       |                  |                                      |                           |                                            |
| 2015                           | Asunción         | Myriam Carolina Arévalos Villalba    | No clasificó              |                                            |
| 2014                           | Amambay          | Sally Luz Jara Dávalos               | No clasificó              |                                            |
| 2013                           | Asunción         | María Guadalupe González Talavera    | No clasificó              |                                            |
| Miss Universo Paraguay         |                  |                                      |                           |                                            |
| 2012                           | Central          | Egni Analia Almirón Eckert           | No clasificó              |                                            |
| 2011                           | Presidente Hayes | Alba Riquelme Valenzuela             | No clasificó              |                                            |
| 2010                           | Central          | Yohana Benítez Olmedo                | No clasificó              |                                            |
| 2009                           | Central          | Mareike Baumgarten Oroa              | No clasificó              |                                            |
| Belleza Paraguaya              |                  |                                      |                           |                                            |
| 2008                           | Asunción         | Giannina Rufinelli Rojas             | No clasificó              |                                            |
| Miss Universo Paraguay         |                  |                                      |                           |                                            |
| 2007                           | Boquerón         | María José Maldonado Gómez           | No clasificó              |                                            |
| 2006                           | Alto Paraguay    | Lourdes Verónica Arévalos Elías      | Tercera finalista         |                                            |
| 2005                           | Itapúa           | Karina Rebecca Buttner Naumann       | No clasificó              |                                            |
| 2004                           | Alto Paraguay    | Yanina Alicia González Jorgge        | Tercera finalista         |                                            |
| Miss Paraguay                  |                  |                                      |                           |                                            |
| No compitió entre 2002 y 2003  |                  |                                      |                           |                                            |
| 2001                           | Caazapá          | Rosmary Brítez                       | No clasificó              |                                            |
| 2000                           | Alto Paraná      | Carolina Ramírez Franco              | No clasificó              |                                            |
| 1999                           | San Pedro        | Carmen Morínigo Machuca              | No clasificó              |                                            |
| 1998                           | Ñeembucú         | Luz Marina González Ruíz             | No clasificó              |                                            |
| 1997                           | Cordillera       | Rossana Elizabeth Jiménez Pereira    | No clasificó              |                                            |
| 1996                           | Asunción         | Martha Lovera Parquét                | No clasificó              |                                            |
| 1995                           | Asunción         | Bettina Rosmary Barboza Caffarena    | No clasificó              |                                            |
| 1994                           | Presidente Hayes | Lilian Noemí González Mena           | No clasificó              |                                            |
| 1993                           | Itapúa           | Carolina Barrios                     | No clasificó              |                                            |
| 1992                           | Boquerón         | Pamela Zarza Enríquez                | No clasificó              | - Mejor Traje Nacional                     |
| 1991                           | Asunción         | Vivian Rosana Benítez Brizuela       | Top 10                    | - Mejor Traje Nacional (Primera finalista) |
| 1990                           | Alto Paraguay    | Mónica Plate Cano                    | No clasificó              |                                            |
| 1989                           | Paraguarí        | Ana Victoria Schaerer Del Puerto     | No clasificó              |                                            |
| 1988                           | Canindeyú        | Marta Noemi Acosta Granada           | No clasificó              |                                            |
| 1987                           | Itapúa           | Tammy Elizabeth Ortigoza Sonneborn   | No clasificó              |                                            |
| 1986                           | Asunción         | Johana Kelner Toja                   | No clasificó              |                                            |
| 1985                           | Asunción         | Beverly Ocampo Gadea                 | No clasificó              |                                            |
| 1984                           | Guairá           | Elena Ortiz Allegretti               | No clasificó              |                                            |
| 1983                           | Asunción         | Mercedes Bosch                       | No clasificó              |                                            |
| 1982                           | Asunción         | Maris Villalba                       | No clasificó              |                                            |
| 1981                           | Cordillera       | María Isabel Urizar Caras            | No clasificó              | - Miss Simpatía                            |
| 1980                           | Asunción         | Martha Galli                         | No clasificó              |                                            |
| 1979                           | Asunción         | Patricia Lohman Bernie               | No clasificó              |                                            |
| 1978                           | Asunción         | Rosa María Duarte Melgarejo          | No clasificó              |                                            |
| 1977                           | Asunción         | María Leticia Zarza Perriet          | No clasificó              |                                            |
| 1976                           | Central          | Nidia Fátima Cárdenas                | No clasificó              |                                            |
| 1975                           | Alto Paraná      | Susana Beatriz Vire Ferreira         | No clasificó              |                                            |
| 1974                           | Alto Paraguay    | María Ángela Zulema Medina Monjagata | No clasificó              |                                            |
| 1973                           | Concepción       | Teresita María Cano                  | No clasificó              |                                            |
| 1972                           | Central          | María Stella Volpe Martínez          | No clasificó              |                                            |
| 1971                           | No compitió      | No compitió                          | No compitió               | No compitió                                |
| 1970                           | Paraguarí        | Teresa Mercedes Brítez Sullow        | No clasificó              |                                            |
| No compitió entre 1968 y 1969  |                  |                                      |                           |                                            |
| 1967                           | Presidente Hayes | María Eugenia Torres                 | No clasificó              |                                            |
| 1966                           | Alto Paraguay    | Mirtha Martínez                      | No clasificó              |                                            |
| 1965                           | Gran Chaco       | Stella Castell                       | No clasificó              |                                            |
| 1964                           | Asunción         | Miriam Riart Brugada                 | Top 15                    |                                            |
| 1963                           | Central          | Amelia Benítez                       | No clasificó              |                                            |
| 1962                           | Alto Paraguay    | Corina Rolón                         | No clasificó              |                                            |
| 1961                           | Asunción         | María Cristina Osnaghi               | No clasificó              |                                            |
| 1960                           | Asunción         | Mercedes Ruggia                      | No clasificó              |                                            |
| 1959                           | No compitió      | No compitió                          | No compitió               | No compitió                                |
| 1958                           | Alto Paraguay    | Graciela Scorza                      | No clasificó              |                                            |
| 1957                           | Caaguazú         | Lucy Montanero                       | No clasificó              |                                            |

### Miss Mundo Paraguay
: Declarada como ganadora
     : Terminó como finalista
     : Terminó como una de las semifinalistas o cuartofinalistas
     : Terminó como ganadora de premios especiales
| Año                                        | Departamento | Miss Mundo Paraguay | Posición en Miss Mundo | Premios especiales |
| ------------------------------------------ | --- | --- | --- | --- |
| 2025                                       | Central | Yanina Gómez Ojeda | No clasificó | - Talento (Top 48) - Belleza con propósito (Top 8)                                                                                                   |
| 2023                                       | Itapúa | Dahiana Ayelén Benítez Gatzke | No clasificó | |
| 2022                                       | Miss Mundo 2021 se reprogramó para el 16 de marzo de 2022 debido al brote de pandemia de COVID-19 en Puerto Rico, no comenzó ninguna edición en 2022 | Miss Mundo 2021 se reprogramó para el 16 de marzo de 2022 debido al brote de pandemia de COVID-19 en Puerto Rico, no comenzó ninguna edición en 2022 | Miss Mundo 2021 se reprogramó para el 16 de marzo de 2022 debido al brote de pandemia de COVID-19 en Puerto Rico, no comenzó ninguna edición en 2022 | Miss Mundo 2021 se reprogramó para el 16 de marzo de 2022 debido al brote de pandemia de COVID-19 en Puerto Rico, no comenzó ninguna edición en 2022 |
| 2021                                       | Alto Paraná | Bethania Belén Borba Rodríguez | Top 40 | - Desafío Head to Head (Ganadora) - Miss World Beauty With a Purpose (Top 28)                                                                        |
| 2020                                       | Debido al impacto de la pandemia de COVID-19, no hubo concurso en 2020                                                                               | Debido al impacto de la pandemia de COVID-19, no hubo concurso en 2020                                                                               | Debido al impacto de la pandemia de COVID-19, no hubo concurso en 2020                                                                               | Debido al impacto de la pandemia de COVID-19, no hubo concurso en 2020                                                                               |
| 2019                                       | Asunción | Araceli Beatriz Bobadilla Candia | Top 40 | - Desafío Head to Head (Ganadora) - Talento (Top 27)                                                                                                 |
| 2018                                       | Itapúa | Maquenna Gaiarín Díaz | No clasificó | - Talento (Top 18) |
| 2017                                       | Alto Paraná | Paola Oberladstatter Arce | No clasificó | - Talento (Top 20) |
| 2016                                       | Alto Paraná | Simone Patricia Freitag Krutzman | No clasificó | |
| 2015                                       | Asunción | Giovanna Estéfani Cordeiro Villalba | No clasificó | - Top Model (Top 30) - Talento (Tercera finalista) - Danzas del Mundo (Ganadora)                                                                     |
| Nuestra Belleza del Paraguay               | | | | |
| 2014                                       | Asunción | Myriam Carolina Arévalos Villalba | No clasificó | |
| 2013                                       | Central | Coral Ruíz Reyes | No clasificó | |
| Miss Universo Paraguay                     | | | | |
| 2012                                       | Asunción | Fiorella Migliore Llanes | No clasificó | - Miss World Talent (Top 16) |
| 2011                                       | Ñeembucú | Nicole Elizabeth Huber Vera | Top 20 | |
| 2010                                       | Central | Egni Analia Almirón Eckert | Top 25 | |
| 2009                                       | Canindeyú | Tamara Sosa Zapattini | No clasificó | |
| Belleza Paraguaya                          | | | | |
| 2008                                       | Central | Gabriela Mercedes Rejala Llanes | No clasificó | |
| Miss Universo Paraguay                     | | | | |
| 2007                                       | Asunción | María de la Paz Vargas Morinigo | No clasificó | |
| 2006                                       | No compitió | No compitió | No compitió | No compitió |
| 2005                                       | Presidente Hayes | Emilce Gómez | No compitió | No compitió |
| 2004                                       | Asunción | Tania María Domaniczky Vargas | No clasificó | |
| Miss Mundo Paraguay                        | | | | |
| 2003                                       | Itapúa | Karina Rebeca Buttner Naumann | No clasificó | |
| Representantes paraguayas de Miss Paraguay | | | | |
| No compitió entre 2001 y 2002              | | | | |
| 2000                                       | — | Patricia Villanueva Distefano | No clasificó | |
| 1999                                       | — | Mariela Candia Ramos | No clasificó | |
| 1998                                       | — | Perla Carolina Benítez González | No clasificó | |
| 1997                                       | — | Mariela Quiñónez García | No clasificó | |
| 1996                                       | Asunción | María Ingrid Götze Scheunemann | No clasificó | |
| 1995                                       | — | Patricia Serafini Geoghegan | No clasificó | |
| 1994                                       | Asunción | Jannyne Elena Peyrat Scolari | No clasificó | |
| 1993                                       | Asunción | Claudia Florentín Fariña | No clasificó | |
| 1992                                       | — | Lourdes Magdalena Zaracho | No clasificó | |
| 1991                                       | Asunción | Vivian Rosanna Benítez Brizuela | No clasificó | |
| 1990                                       | — | Alba María Cordero Rivals | No clasificó | |
| 1989                                       | — | Alicia María Jaime Villamayor | No clasificó | |
| 1988                                       | — | María José Miranda | No clasificó | |
| 1987                                       | — | Lourdes Beatriz Stanley Baranda | No clasificó | |
| 1986                                       | Amambay | Verónica América Angulo Ahcinelli | No clasificó | |
| 1985                                       | Asunción | Daisy Patricia Ferreira Caballero | Top 15 | |
| 1984                                       | — | Susana María Ivansiuten Haurelechen | No clasificó | |
| 1983                                       | — | Antonella Filartiga Montuori | No clasificó | |
| 1982                                       | — | Zulema Domínguez Gutter | No clasificó | |
| 1981                                       | No compitió | No compitió | No compitió | No compitió |
| 1980                                       | — | Celia Noemí Schaerer | No clasificó | |
| 1979                                       | — | Martha María Galli Romanach | No clasificó | |
| 1978                                       | — | Susana Del Pilar Galli | No clasificó | |
| 1977                                       | — | María Elizabeth Giardina | No clasificó | - Miss Personalidad |
| 1976                                       | — | María Cristina Fernández Samaniego | No clasificó | |
| No compitió entre 1973 y 1975              | | | | |
| 1972                                       | — | Rosa Angélica Mussi | No clasificó | |
| 1971                                       | — | Rosa María Duarte Melgarejo | No clasificó | |
| 1970                                       | No compitió | No compitió | No compitió | No compitió |
| 1969                                       | — | Blancanieves Zaldívar | No clasificó | |
| No compitió entre 1960 y 1968              | | | | |
| 1959                                       | — | Elvira dos Santos Encina | No clasificó | |

### Miss Internacional Paraguay
: Declarada como ganadora
     : Terminó como finalista
     : Terminó como una de las semifinalistas o cuartofinalistas
     : Terminó como ganadora de premios especiales
| Año                                                                              | Departamento     | Miss Internacional Paraguay      | Posición en Miss Internacional | Premios especiales       |
| -------------------------------------------------------------------------------- | ---------------- | -------------------------------- | ------------------------------ | ------------------------ |
| 2024                                                                             | Itapúa           | Jimena Andrea Sosa Martínez      | No clasificó                   |                          |
| 2023                                                                             | Asunción         | Jazmín de la Sierra Rodríguez    | No clasificó                   |                          |
| 2022                                                                             | Central          | Ariane Maciel                    | No clasificó                   |                          |
| Debido al impacto de la pandemia de COVID-19, no hubo concurso entre 2020 y 2021 |                  |                                  |                                |                          |
| 2019                                                                             | Central          | Elida Raquela Lezcano Giménez    | No clasificó                   |                          |
| 2018                                                                             | Paraguarí        | Daisy Diana Lezcano Rojas        | Top 15                         |                          |
| 2017                                                                             | Itapúa           | Fátima Tatiana Rolín Trombetta   | No clasificó                   |                          |
| 2016                                                                             | No compitió      | No compitió                      | No compitió                    | No compitió              |
| 2015                                                                             | Canindeyú        | Mónica Mariani Pascualotto       | No clasificó                   |                          |
| Nuestra Belleza Paraguay                                                         |                  |                                  |                                |                          |
| 2014                                                                             | Asunción         | Jessica Servin                   | No clasificó                   |                          |
| 2013                                                                             | Caaguazú         | María Marta Raviolo Vera         | No clasificó                   |                          |
| Miss Universo Paraguay                                                           |                  |                                  |                                |                          |
| 2012                                                                             | Ñeembucú         | Nicole Elizabeth Huber Vera      | Cuarta finalista               |                          |
| 2011                                                                             | Caazapá          | Stephanía Vázquez Stegman        | No clasificó                   |                          |
| 2010                                                                             | Asunción         | María José Paredes               | No clasificó                   |                          |
| 2009                                                                             | Presidente Hayes | Cristina Romina Bogado Cáceres   | No clasificó                   |                          |
| Belleza Paraguaya                                                                |                  |                                  |                                |                          |
| 2008                                                                             | San Pedro        | Rossana Galeano                  | No clasificó                   |                          |
| Miss Universo Paraguay                                                           |                  |                                  |                                |                          |
| 2007                                                                             | Misiones         | Daiana Natalia Ferreira da Costa | No clasificó                   |                          |
| Miss Paraguay                                                                    |                  |                                  |                                |                          |
| 2006                                                                             | No compitió      | No compitió                      | No compitió                    | No compitió              |
| 2005                                                                             | Asunción         | Liz Santacruz Amarilla           | No clasificó                   |                          |
| No compitió entre 1999 y 2004                                                    |                  |                                  |                                |                          |
| 1998                                                                             | —                | María Fabiola Roig Escandriolo   | No clasificó                   |                          |
| 1997                                                                             | —                | Martha Graciela Maldonado        | No clasificó                   |                          |
| 1996                                                                             | —                | Claudia Rocío Melgarejo          | No clasificó                   |                          |
| 1995                                                                             | —                | Patricia Viviana Galindo Cabral  | No clasificó                   |                          |
| 1994                                                                             | —                | Jannyne Elena Peyrat Scolari     | No clasificó                   | - Mejor Traje Nacional   |
| No compitió entre 1992 y 1993                                                    |                  |                                  |                                |                          |
| 1991                                                                             | —                | María Luján Oviedo               | No clasificó                   |                          |
| 1990                                                                             | No compitió      | No compitió                      | No compitió                    | No compitió              |
| 1989                                                                             | —                | Alba María Cordero Rivals        | No clasificó                   |                          |
| No compitió entre 1964 y 1988                                                    |                  |                                  |                                |                          |
| 1963                                                                             | —                | María Elena Quesada              | No clasificó                   |                          |
| 1962                                                                             | —                | Gloria Alderete Irala            | No clasificó                   |                          |
| 1961                                                                             | —                | Gladys Fernández Cameron         | Top 15                         | - Mejor Vestido de Noche |
| 1960                                                                             | —                | Gretel Hedger Carvallo           | Top 15                         |                          |

### Miss Tierra Paraguay
: Declarada como ganadora
     : Terminó como finalista
     : Terminó como una de las semifinalistas o cuartofinalistas
     : Terminó como ganadora de premios especiales
| Año                    | Departamento  | Miss Tierra Paraguay              | Posición en Miss Tierra        | Premios especiales | Notas                                                                                      |
| ---------------------- | ------------- | --------------------------------- | ------------------------------ | --- | ------------------------------------------------------------------------------------------ |
| 2024                   | No compitió   | No compitió                       | No compitió                    | No compitió | No compitió                                                                                |
| 2023                   | Asunción      | Gretha Estigarribia Matiauda      | No clasificó                   | - Mejor en Bikini (Top 8) - Mejor Traje Nacional (Top 12)                                                                       |                                                                                            |
| 2022                   | Asunción      | Macarena Tomas                    | No compitió                    | No compitió | No compitió debido a que pasó el límite de edad; no fue reemplazada por ninguna finalista. |
| 2021                   | Canindeyú     | Evelyn Báez Andrade               | No compitió                    | No compitió | No compitió debido a problemas de salud.                                                   |
| 2020                   | Alto Paraná   | Natalhia Escobar                  | No clasificó                   | - Mejor Talento (Canto) |                                                                                            |
| 2019                   | Alto Paraná   | Jociani Daysi Repossi Da Silva    | No clasificó                   | - Miss Amistad (Agua) |                                                                                            |
| 2018                   | Amambay       | Larissa Soledad Domínguez         | No clasificó                   | |                                                                                            |
| 2017                   | Itapúa        | Valeria Ivasiuten Zabrodiec       | No clasificó                   | - Traje Nacional (Sudamérica)                                                                                                   |                                                                                            |
| 2016                   | Central       | Vanessa Alexandra Ramirez         | No clasificó                   | |                                                                                            |
| 2015                   | Guairá        | Lourdes Andrea Melgarejo González | No clasificó                   | |                                                                                            |
| Miss Universo Paraguay |               |                                   |                                | |                                                                                            |
| 2014                   | Asunción      | Sendy Cáceres                     | No clasificó                   | - Miss Hannah's Beach Resort - Best in Evening Gown - Tropical Beauty of the Night - Cocktail Wear - Resort Wear - Best Teacher |                                                                                            |
| 2013                   | Central       | Leticia Cáceres                   | No clasificó                   | - Mejor Talento (Top 15) |                                                                                            |
| Belleza Paraguaya      |               |                                   |                                | |                                                                                            |
| 2012                   | Amambay       | Alexandra Fretes                  | No clasificó                   | - Miss Earth Hamilo Coast - M.E Sponsored Swimsuit Parade - M.E Official Swimsuit Competition                                   |                                                                                            |
| 2011                   | Ñeembucú      | Nicole Elizabeth Huber Vera       | Top 16                         | |                                                                                            |
| 2010                   | No compitió   | No compitió                       | No compitió                    | No compitió | No compitió                                                                                |
| 2009                   | Central       | Gabriela Rejala                   | Top 16                         | |                                                                                            |
| Miss Universo Paraguay |               |                                   |                                | |                                                                                            |
| 2008                   | —             | Yerutí García                     | No clasificó                   | |                                                                                            |
| 2007                   | —             | Griselda Monserrat Quevedo Chávez | No clasificó                   | |                                                                                            |
| 2006                   | —             | Paloma Navarro Weyer              | No clasificó                   | |                                                                                            |
| 2005                   | Asunción      | Tania María Domaniczky Vargas     | Top 8                          | |                                                                                            |
| 2004                   | Alto Paraguay | Yanina Alicia González Jorgge     | Miss Fuego (Tercera finalista) | - Mejor en Traje de Baño |                                                                                            |
| Miss Tierra Paraguay   |               |                                   |                                | |                                                                                            |
| 2003                   | No compitió   | No compitió                       | No compitió                    | No compitió | No compitió                                                                                |
| 2002                   | —             | Adriana Raquel Baum Ramos         | No clasificó                   | |                                                                                            |